# 旅行記 (イブン・バットゥータ)
『旅行記』（りょこうき、阿: تحفة النظار في غرائب الأمصار وعجائب الأسفار tuḥfat al-naẓār fī ġarāʾib al-ʾamṣār wa-ʿaǧāʾib al-ʾasfār, 『諸都市の新奇さと旅の驚異に関する観察者たちへの贈り物』）は、イブン・バットゥータによる書物。通称リフラ（Rihla）と呼ばれる。日本では『大旅行記』、『三大陸周遊記』、『都市の不思議と旅の驚異を見る者への贈り物』などの呼称もある。14世紀の世界を知るうえで資料的価値があると評価されている。

## 概要
約30年をかけて旅を行ったイブン・バットゥータが、当時のマリーン朝の君主の命令を受けて、イブン・ジュザイイのもとで口述を行い、1355年に完成した。マグリブ人としての視点からさまざまな事物について語っており、19世紀にヨーロッパにも紹介されたのちに各国語に翻訳されて広く読まれている。
イブン・バットゥータは21歳の時にメッカ巡礼に出発した。当初は巡礼と学究が目的だったが、旅先でのスーフィーとの出会いなどがきっかけとなり、メッカへ到着したのちも旅行を続ける。故郷を出発した時は一人だったが、途中で巡礼団と一緒になったり、政府の使節として旅行するなど、彼の旅の形態は多様である。エジプトからシリアのダマスカスを経てメッカに滞在したのちは、イラク、イラン、アラビア半島、コンスタンティノープル、ジョチ・ウルス、トゥグルク朝のデリー、マルディヴ、スマトラ、泉州、大都、ファース、グラナダ、サハラ砂漠などを訪れている。ただし、中国をはじめいくつかの土地に関しては、実際には訪れていないという考証もある。

## 内容

### 旅程

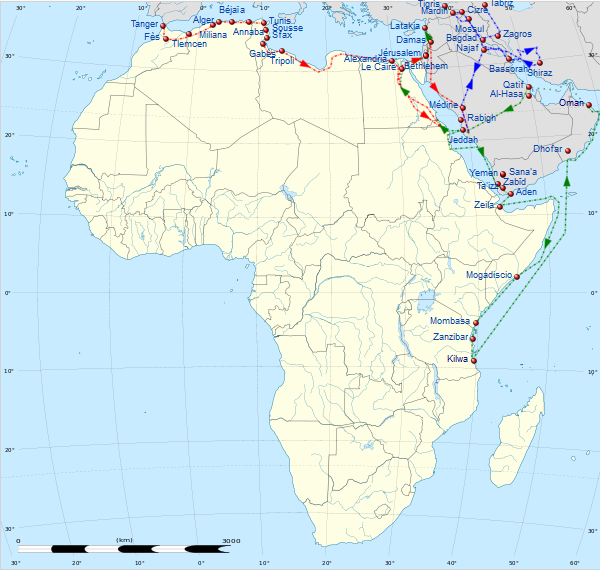
1325–1332年の旅程 (北アフリカ、イラク、ペルシア、アラビア半島、ソマリア、スワヒリ海岸)

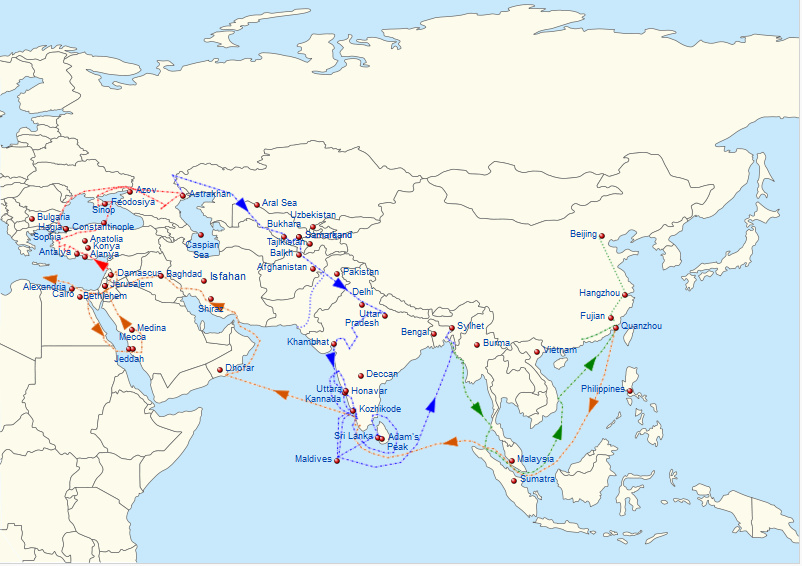
1332–1346年の旅程 (黒海、中央アジア、インド、東南アジア・中国)

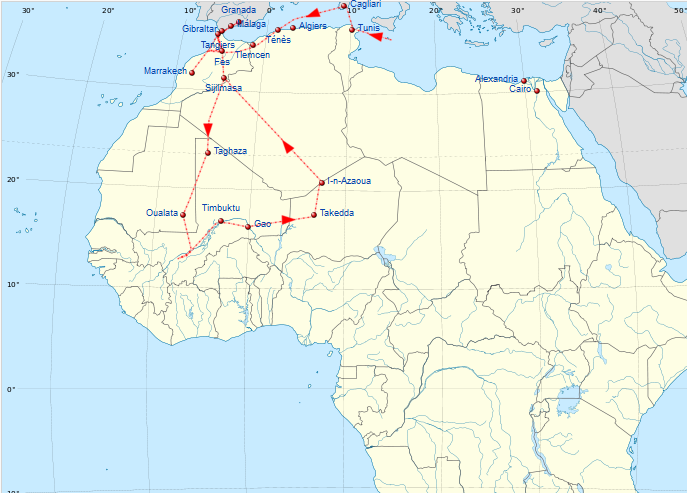
1349–1354年の旅程 (北アフリカ、スペインと西アフリカ)

家島彦一 「イブン・バットゥータの旅程」より。
- 1325年 タンジェからメッカ巡礼の旅に出発する。トレムセン、ビジャーヤ、コンスタンティーヌを経てチュニスに到着。チュニスの地方官の娘と結婚する。
- 1326年 タラーブルス、アレクサンドリア、カイロ、ナーブルス、サイダなどを経由してダマスカスに到着。メディナ、メッカへ向かい最初のメッカ巡礼を果たす。
- 1327年 ワースィト、バスラを経てエスファハンに滞在。シーラーズ、バグダードに滞在。タブリーズ、マウスィルへ向かったあとで再びメッカに戻る。
- 1328年 - 1329年 メッカに滞在。
- 1330年 巡礼大祭（ハッジ）に参加後、紅海を南下してイエメンへ向かう。
- 1331年 東アフリカ、アラビア半島南部を旅する。
- 1332年 イラン南部、ハジャル、ヤマーマを経てメッカに戻る。インドへ向け出発。上エジプト、シリアから小アジアへ向かう。アクリードゥールに滞在し、ラーズィクを経てブルサに到着。
- 1333年 コンスタンティノープルへ出発。ジョチ・ウルス、ロシア南部のヴォルガ・ブルガールを経てコンスタンティノープルに到着。中央アジアのフワーリズムやカーブルを経てインダス川に到着し、スィンド地方を経てデリーに到着。当地の法官となる。
- 1334年 - 1340年 デリーに滞在。イブラーヒム・ブン・ジャラール・ウッディーン・アフサーン・シャーの娘と結婚する。
- 1341年 法官を辞してインダス川流域の町ムルターンのザーウィヤに滞在[2]。
- 1342年 スルタンから元への使節に任命され、デリーを出発。
- 1343年 インド洋のマラバール海岸を通過し、シンダーブール（ゴア州）に滞在。カーリークートに戻った後にマルディヴへ向かう。
- 1344年 - 1346年 マルディヴを出発し、スリランカ、南インドを経てマルディヴに戻った後、ベンガル、スマトラを経て泉州に到着。広東と杭州を経て大都へ到着。
- 1347年 東南アジアを経てカウラム（ケララ州）到着。ザファール、マスカト、ホルムズ、イラン、イラクを巡る。
- 1348年 バグダード到着。ダマスカス、ハマーを経て、アレッポ滞在。エルサレム、アレクサンドリア、カイロに向かい、ペストの被害を目撃する。カイロ滞在後にメッカへ到着。
- 1349年 巡礼大祭に参加後、メディナ、ガッザ、カイロへ向かう。アレクサンドリアから船で出発し、ガーベス、チュニス、サルディニア島、トレムセン、ファースに到着。マリーン朝のスルタン、アブー・イナーン・ファーリスと謁見。
- 1350年 - 1351年　タンジェに戻った後、ジハードのためにジブラルタル海峡を渡ってアンダルスへ向かい、ロンダ、グラナダに到着。イブン・ジュザイイと会う。サラー、マラケシュを経てファースに戻る。
- 1352年 シジルマーサを出発、サハラ砂漠横断の旅を行い、マーリーに到着。
- 1353年 マーリーを出発、タカッダー、シジルマーサに到着。
- 1354年 ダール・アッタマゥ到着。ファースへ向かう。
- 1355年 巡礼記を終える。

### 事物
イブン・バットゥータは、以下のような事物について語っている。特にイスラームの境域地帯（スグール）を広く遍歴した。
- ビジャーヤの地方官の不正行為
- アレクサンドリアの大灯台
- イマームによる奇蹟の説明
- カイロのモスク、高等学院、病院
- エジプトのピラミッド
- アレッポの要塞
- イスマーイール派の要塞
- ダマスカスのモスク、学院、霊廟
- エルサレムの岩のドーム
- メディナの預言者のモスク
- メッカのカアバ
- メッカでの巡礼大祭（ハッジ）
- モンゴル帝国の軍隊組織
- スワヒリ地域のイスラーム社会
- マグダシャウやキルワの交易
- キンマ、ココヤシ、乳香の説明
- ペルシャ湾の真珠採集
- ブルガールが行った沈黙交易
- アンドロニコス3世への謁見
- アヤソフィア

- ヤーミヤーンの荒廃
- サティー (ヒンドゥー教)
- ロープマジック
- デリーの歴代スルタン
- トゥグルク朝の歴史
- ムハンマド・ビン・トゥグルク
- トゥグルク朝での伝染病や飢饉
- ジューキー（ヨーガ修行者）
- インドの肉桂
- 犀、飛びつく蛭などの生物
- クウィル付近で捕虜となる
- カーリクートのジャンク船の海難
- モルディヴ諸島のイスラーム国家
- スリランカのルビー
- スリランカのアダムスピークのアダムの足跡
- マラッカ海峡の安息香、竜脳樹
- マラッカ海峡の沈香、丁香
- 中国の陶磁器、石炭
- 中国の紙のディルハム貨
- オルトク、チェッティなどの南インドの商人
- カーリミー商人

- 中国のフンドゥク
- ルフを目撃した船乗り
- ペストの被害
- ザグロス山脈越えの隊商
- アンダルスの様子
- 奴隷貿易
- サハラ交易のルート、実態
- サハラ砂漠の毒蛇、蠍
- テガーザー(Teghaza)の岩塩鉱山
- マーリーのスルタン
- グリオ
- 子安貝の貨幣
- ガダーマサの商人
- トゥアレグ族
- 各地のキャラバンサライ

## 評価・影響
当時のファースの人々は、イブン・バットゥータの話を嘘だと見なしたため、旅行記の内容は引用されることが少なかった。また、イスラームに反する事物の記述があるため、一種の禁書と見なされていた。17世紀のオスマン帝国において、バイルーニーが抄本を編纂すると、広く読まれるようになった。
18世紀から19世紀にかけてヨーロッパの学者たちにも存在が知られ、マルコ・ポーロとの比較などで評価され、アラビア語の要約本が翻訳されるようになる。フランス語による完本の校訂本と逐語訳が行われ、これをもとに各国語で翻訳が行われた。日本で最初に紹介したのは前嶋信次で1954年に抄訳版を発表した。
14世紀の巡礼や交易のルート、イスラームの影響などについての資料的価値は高く評価されている。特にインドのトゥグルク朝には1334-42年の8年間役人として滞在し、同時代史料として有用とされる。一方、記述の信憑性を巡っては疑問点や矛盾も指摘されている。旅程の順序や日程に混乱が見られ、イブン・ジュバイルをはじめとする他人の著作からの引用もある。また、特にブルガールや中国についての記述は伝聞の可能性が高いとされる。

## 書誌情報
日本語訳
以下の著作は各・異なる題名だが、いずれも『諸都市の新奇さと旅の驚異に関する観察者たちへの贈り物』の訳注書である。平凡社版（家島彦一訳）は、訳文とほぼ同量の訳注、及び数十頁の解説がつけられた完訳で、研究書を兼ねている。訳者家島は前嶋の弟子である。
抜粋版
- 『三大陸周遊記』 前嶋信次訳、角川書店〈角川文庫〉、新装復刊1989年（初版1961年）
- 『三大陸周遊記 抄』 前嶋信次訳、中央公論新社〈中公文庫BIBLIO〉、2004年（抄訳）
- 『三大陸周遊記』 前嶋信次訳、河出書房新社〈世界探検全集〉、2023年（改訂新版[5]、高野秀行 解説、電子書籍も刊）
- 『三大陸周遊記』 前嶋信次訳、グーテンベルク21（電子書籍）、2012年

完訳版（各巻の章構成）
- 『イブン・バットゥータ 大旅行記』（全8巻）、イブン・ジュザイイ編、家島彦一訳、平凡社〈東洋文庫〉、1996 - 2002年
- 第一巻
  - 第1章　旅立ちからエジプトまで
  - 第2章　シリア
- 第二巻
  - 第3章 ダマスカスからメッカへの旅
  - 第4章 聖都メッカ
  - 第5章 イラク巡礼路を東に
  - 第6章 サワードとイラン高原への旅
- 第三巻
  - 第7章 北イラク クーファーを巡って
  - 第8章 南アラビアを経て東アフリカへ
  - 第9章 アナトリアへの旅
- 第四巻
  - 第10章 キプチャクの大平原を行く
  - 第11章 アム川の河間地帯を通ってインダス川の畔へ
  - 第12章 スィンド地方を経てインドのデリーへの旅
  - 第13章 デリーの町と歴代のスルタンたち
- 第5巻
  - 第14章 インド・トゥグルグ朝の成立
  - 第15章 スルタン=ムハンマドのインド統治
  - 第16章 スルタン=ムハンマドの治世における出来事
  - 第17章 イブン・バットゥータのデリー滞在
- 第6巻
  - 第18章 デリーを出て陸路キンバーヤへ
  - 第19章 インドの南海岸を南に
  - 第20章 南海に浮かぶ・マルディブ群島
  - 第21章 スリランカを訪ねて
  - 第22章 南インド・マァバル地方
  - 第23章 ベンガル・アッサム地方の旅
  - 第24章 マラッカ海峡・南シナ海を行く
- 第7巻
  - 第25章 シナの旅
  - 第26章 故郷マグリブへの旅
  - 第27章 聖戦のためアンダルス地方へ
- 第8巻
  - 第28章 サハラ砂漠を越えてスーダーン地方への旅
  - 第29章 エピローグ（跋文）

## 漫画
- 亀『バットゥータ先生のグルメアンナイト 1』〈ボニータ・コミックス〉秋田書店 、2023年
- 亀『バットゥータ先生のグルメアンナイト 2』〈ボニータ・コミックス〉秋田書店 、2024年